# 카르툼저빌
카르툼저빌(Gerbillus stigmonyx)은 황무지쥐아과에 속하는 설치류의 일종이다. 수단에 주로 분포한다.

## 특징
꼬리 길이 104~110mm를 제외한 몸길이가 87~95mm인 작은 설치류로 발 길이는 20~23mm, 귀 길이는 12mm이다.

## 생태
땅에서 생활하는 육상 종이다.

## 분포 및 서식지
수단 남부와 중부의 하르툼 남부 백나일강을 따라서 널리 분포한다. 모래흙이 쌓인 암반 평원과 준사막 대초원 지대에서 서식한다.